# Мухамед Герай (історик)
Мухаммед Гера́й (Гіре́й) — історик, представник династії кримських правителів Ґераїв. Його повне ім'я у власному написанні Дервіш Мухаммед Герай бін Мубарек Герай Чингізі, син царевича Мубарека Герая і небіж кримського хана Саадета III Гірея, який правив у 1691 році. Створив історичний твір без назви, рукопис якого зберігався у Віденській бібліотеці і який вивчав Василь Дмитрович Смирнов. Описує події за 1683-1703 роки. Рукопис крім зовнішніх подій дає цікаву інформацію про внутрішні події Кримського ханства і взаємини Ґераїв. Мухаммед Герай спеціально обумовлює необхідність для історика правдиве і неупереджене поводження з фактами. Цікаво, що Халім Ґерай не згадує і, ймовірно, не знає цього твору свого близького родича.